# Bon skarbowy
Bon skarbowy (ang. treasury security) – krótkoterminowy papier dłużny emitowany przez rząd.
Podstawową cechą bonów skarbowych jest bardzo niski stopień ryzyka, co sprawia, że są atrakcyjnym papierem lokacyjnym. Za zerowe ryzyko nabywca płaci koszt w postaci niskiego oprocentowania.

## Bony skarbowe w Polsce
W Polsce bony skarbowe emituje Minister Finansów. Bony są papierami wartościowymi na okaziciela o wartości nominalnej 10 tys. PLN, emitowanymi na okres 1 do 90 dni lub 1 do 52 tygodni. Oprocentowanie bonów jest stałe. Bony mają charakter dyskontowy (dochodem jest różnica pomiędzy ceną zakupu a wartością nominalną bonu).

### Emisja
W Polsce emitentem bonów skarbowych jest Ministerstwo Finansów, a agentem emisji, odpowiedzialnym za organizację emisji oraz dokonywanie rozliczeń, Narodowy Bank Polski (NBP). Celem emisji jest finansowanie potrzeb płynnościowych budżetu państwa. Polskie bony skarbowe emitowane są w postaci zdematerializowanej, czyli w formie elektronicznego zapisu w Rejestrze Papierów Wartościowych dokonywanego przez agenta, który rejestruje zmiany stanu posiadania wynikające z obrotu.

### Rynek pierwotny
Rynek pierwotny tworzą przetargi organizowane przez agenta emisji – NBP. Oferty na zakup bonów składać mogą jedynie podmioty mające status dilera skarbowych papierów wartościowych (DSPW). Są nimi banki, z którymi minister finansów zawarł umowę przyznającą im prawo składania ofert przetargowych. Uczestnicy przetargu są zobowiązani do określenia liczby bonów, którą chcą nabyć oraz ceny przetargowej. Przedstawiona przez uczestnika przetargu wartość nominalna oferty z daną ceną przetargową nie może być niższa od minimalnej wartości nominalnej oferty określonej w liście emisyjnym, podawanym do publicznej wiadomości przez ministra finansów przed pierwszym w danym miesiącu przetargiem. Podczas przetargu przyjmuje się jedynie oferty zakupu po cenie wyższej od najniższej przyjętej ceny przetargowej.
Warunkiem nabycia bonu przez uczestnika przetargu jest posiadanie przez niego konta depozytowego w Rejestrze Papierów Wartościowych NBP oraz rachunku bieżącego w centrali Narodowego Banku Polskiego.

### Rynek wtórny
Rynek wtórny jest tworzony przez oferty kupna i sprzedaży składane przez podmioty chcące nabyć bądź sprzedać bony skarbowe między przetargami. Stopy oprocentowania bonów na rynku wtórnym kształtują się pod wpływem gry rynkowej. Dilerzy skarbowych papierów wartościowych na rynku wtórnym kwotują bony w postaci oferowanej ceny kupna i sprzedaży za 10 000 jednostek nominalnych w dniu wykupu. Cenę kupna oraz sprzedaży określa wzór:
{\displaystyle P=N/\left[{\frac {r\cdot n}{360\cdot 100}}+1\right],}
gdzie:
{\displaystyle N} – nominał bonu,
{\displaystyle n} – liczba dni do zapadalności,
{\displaystyle r} – wymagana rentowność bonu.

### Przykład
Zgłoszono ofertę kupna bonu z terminem zapadalności 25 dni z rentownością 10%, zaś ofertę sprzedaży z rentownością 9,5%. Oznacza to, iż bank jest gotów kupić bon za taką cenę, która przyniosłaby mu 10% stopę zwrotu w skali roku lub sprzedać po cenie, która przyniosłaby mu 9,5% stopę zwrotu w skali roku. Ceny te wynoszą:
1. W przypadku kupna:
{\displaystyle 10000/\left[{\frac {10{,}00\cdot 25}{360\cdot 100}}+1\right]=9931{,}00{\text{ PLN}}.}
2. W przypadku sprzedaży:
{\displaystyle 10\ 000/\left[{\frac {9{,}50\cdot 25}{360\cdot 100}}+1\right]=9934{,}46{\text{ PLN}}.}

### Bony skarbowe jako instrumenty dyskontowe
Bony skarbowe są sprzedawane z dyskontem. Ich cena zawsze jest niższa od wartości nominalnej i jest określana przez ich potencjalnych nabywców. Dyskontem bonu skarbowego nazywamy różnicę między wartością nominalną bonu (10 000 PLN), a bieżącą wartością rynkową, czyli ceną bieżącą.
{\displaystyle D=N-P,}
gdzie:
{\displaystyle D} – kwota dyskonta,
{\displaystyle N} – wartość nominalna,
{\displaystyle P} – wartość rynkowa.
Roczną stopę dyskonta liczymy ze wzoru:
{\displaystyle d=(D/N)\cdot (360/n)\cdot 100,}
gdzie:
{\displaystyle d} – roczna stopa dyskonta wyrażona w procentach,
{\displaystyle n} – liczba dni od momentu zakupu bonu do maturity (dnia wykupu).
Kwota dyskonta przedstawia koszt jaki ponosi emitent. Dla nabywcy istotna jest stopa zwrotu uzyskiwana z zainwestowanego kapitału. Roczną stopę zwrotu zwaną również stopą rentowności bonu liczymy według wzoru:
{\displaystyle r=(D/P)\cdot (360/n)\cdot 100,}
gdzie:
{\displaystyle r} – roczna stopa rentowności wyrażona w procentach,
{\displaystyle n} – liczba dni od momentu zakupu bonu do maturity (dnia wykupu),
{\displaystyle P} – wartość rynkowa bonu.

### Odkupowanie bonów
Emitent może odkupić bony skarbowe przed okresem zapadalności. Odkup następuje w drodze przetargu organizowanego przez agenta emisji na zasadzie dyskonta. Uczestnicy przetargu podają nominalną wartość bonów, które chcą sprzedać, oraz cenę jaką chcieliby uzyskać za każde 10 000 PLN wartości nominalnej. Następnie emitent określa dla danego przetargu najwyższą przyjętą cenę przetargową.

## Bony skarbowe USA
Stany Zjednoczone co tydzień emitują bony skarbowe (US Treasure Bills, US T-Bill) z okresami ważności 13 i 26 tygodni oraz co cztery tygodnie – 52-tygodniowe.